# Jean-Baptiste Joseph Fourier
Jean-Baptiste Joseph Fourier (franskt uttal: [fuʁje]), född 21 mars 1768 i Auxerre, död 16 maj 1830 i Paris, var en fransk matematiker och fysiker, som kanske är bäst ihågkommen för sin undersökning av Fourierserier.
Fourier fick sin utbildning vid klostret Saint-Benoît-sur-Loire och École normale. Han var en tid underlärare vid École normale och därefter professor i matematik vid École polytechnique. År 1798 åtföljde han Napoleon till Egypten, där han blev sekreterare vid det nyskapade Egyptiska institutet och användes i åtskilliga diplomatiska uppdrag. Efter sin återkomst till Frankrike utnämndes Fourier 1802 till prefekt i departementet Isère samt blev 1808 baron och 1815 prefekt i departementet Rhône. År 1816 valdes han till ledamot av Institut de France, men hans val bekräftades inte av Ludvig XVIII, förrän han följande år, 1817, på nytt blev vald. År 1822 blev Fourier Franska vetenskapsakademiens ständige sekreterare, då han efterträdde Jean-Baptiste Joseph Delambre. År 1827 invaldes han efter Lémontey i Franska akademien. År 1830 invaldes han som utländsk ledamot av Kungliga Vetenskapsakademien.
Fouriers första offentliga uppträdande som vetenskapsman skedde 1789, då han inför vetenskapsakademien föreläste om Mémoire sur la resolution des équations numériques. Hans främsta verk var hans arbeten om värme. Efter några förberedande avhandlingar, av vilka en 1812 blev prisbelönt av vetenskapsakademien, utkom hans epokgörande Den Analytiska Teorin för Värme (1822). I denna tillämpar han trigonometriska serier för att beskriva diskontinuerliga funktioner, en metod som har visat sig vara av stor betydelse inte bara för värmeläran utan också för analys inom både vetenskap och teknologi. Förutom Fourierserierna har han även givit namn åt Fouriertransformen samt Fouriers metod och var den förste som beskrev fenomenet växthuseffekten, år 1824. Hans namn tillhör de 72 som är ingraverade på Eiffeltornet.

## Eftermäle
Asteroiden 10101 Fourier är uppkallad efter honom.